# Global Biodiversity Information Facility
Global Biodiversity Information Facility (kratica GBIF) je podatkovna zbirka na temo biotske raznovrstnosti, katere cilj je zbrati podatke o pojavljanju organizmov na svetovni ravni in jih ponuditi najširši javnosti prek svetovnega spleta. Z zbirko upravlja sekretariat s sedežem v Københavnu na Danskem, ki koordinira mednarodno mrežo organizacij iz partnerskih držav, ki prispevajo podatke. Poleg tega se povezuje s sorodnimi iniciativami na področju biodiverzitete, kot je Catalogue of Life, in razvija standarde za interoperabilnost podatkov o biotski raznovrstnosti na vseh ravneh, od molekularne do ekosistemske.
Osnovna usmeritev zbirke je digitalizacija podatkov o kraju in času pojavljanja organizmov iz muzejskih zbirk, torej na ravni posameznih primerkov in vrst, ter indeksiranje različnih strokovnih imen vrst v biološki literaturi. Sodelujoče organizacije so torej večinoma prirodoslovni muzeji iz posameznih držav, ki prispevajo podatke. Ob tem GBIF deluje zgolj kot posrednik med viri in uporabniki; organizacije obdržijo lastništvo in nadzor nad podatki. Zdaj velja za najobsežnejši vir o razširjenosti vrst na svetu. Kljub temu pa je očitno, da je pokritost s podatki mnogo boljša v razvitih zahodnih državah, kar negativno vpliva na kakovost modelov razširjenosti vrst na globalni ravni, kakršne razvijajo bioinformatiki.
Slovenija je članica mreže GBIF od leta 2001; nacionalni koordinator je entomolog Matija Gogala s Slovenske akademije znanosti in umetnosti.